# ナノシート
ナノシート（英: nanosheet）とは、厚さが1～100 nm程度の２次元ナノ構造体である。ナノシートの典型例としては、もっとも薄い (0.34 nm) ２次元物質であるグラフェンが挙げられる。これは炭素原子が六角形格子状に配列して単層のシートを形成したものである。

## 用途の例
2017年現在、IBMなどはシリコンナノシートを基盤とした5 nmスケールの次世代トランジスタの開発に取り組んでいる。
ヘンプ（向精神性のない大麻）の繊維から作製された炭素ナノシートはスーパーキャパシタの電極材としてグラフェンの代替となりうることが示されている。

## 作製法

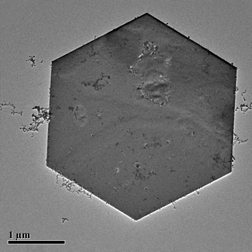
対称性の良い六角形の形状を持つPbOナノシートのTEM画像。PbOナノシートは金ナノ粒子を核生成サイトとして成長する。

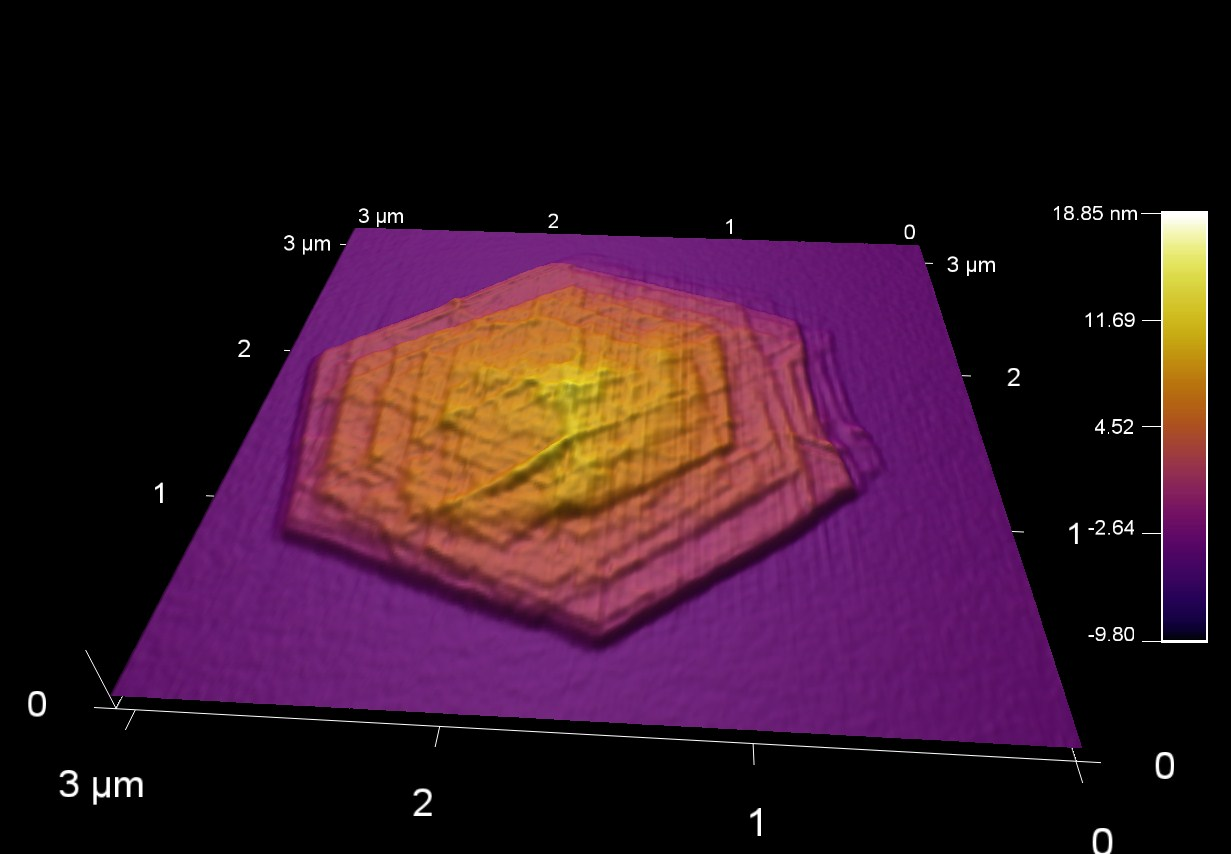
シリコンウェハー基板に乗せられたパラジウム多層ナノシートのAFMトポグラフィ像。

ナノシートの合成法としては、Langmuir-Blodgett膜のように界面において組織化や重合を行う方法や、溶液相合成、化学気相成長 (CVD) などが一般的である。
溶液相合成の例として、2‐(ジメチルアミノ)エタンチオールを表面保護剤としたCdTeナノ粒子を脱イオン水に溶解させ、長期間のエイジングを行うとCdTeナノシートが生成する。CdTeナノ粒子が液中で凝集してシート状になる理由は、粒子の方位に依存する疎水性引力と、双極子モーメントや微小な正電荷による異方的な静電気力がはたらくためである。この機構は、半経験的な量子力学的計算から得たパラメータを用いた粗視化分子シミュレーションで立証された。
また、高温でのコロイド合成法により、マイクロメートルスケールの面積を持つPbSの単結晶超薄膜シートを作ることができる。1,2-ジクロロエタンや鎖状のクロロアルカンなど塩素を含む化合物の存在下では、多数のPbSナノ単結晶が反応性の高いファセットを互いに接して結合し、２次元シートを形成すると考えられている。
ナノシートの作製には必ずしも高温を必要としない。例えば、金ナノ粒子を核生成サイトとすることで室温において六方晶PbOのナノシートを合成することが可能である。そのサイズは反応溶液中の金ナノ粒子とPb2+の濃度によって正確に制御することができ、有機界面活性剤は用いずにすむ。その形成機構で主要な役割を果たしているのは、正味の双極子モーメントを持つナノ粒子が方向性を持った結合を行うことと、オストワルド成長である。
パラジウム、ロジウム、金などの金属前駆体を溶液中で還元する方法でも金属ナノシートが得られている。
溶液相合成以外にも、たとえばヘンプの靱皮繊維を180℃以上で24時間加熱し、その後さらに高温で処理すると、繊維から剥離した炭素ナノシートを得ることができる。このナノシートはスーパーキャパシタの電極としてグラフェンと遜色ない電気化学的特性を示す。